# Сінько Василь Данилович
Василь Данилович Сінько (нар. 5 жовтня 1939, село Берестянка, Бородянський район, Київська область) — український політик. Голова Київської обласної державної адміністрації 19 липня 1995 — 21 вересня 1996, голова Київської обласної ради 25 вересня 1990 — березень 1992, червень 1992 — квітень 1998.

## Біографія
Народився 05 жовтня 1939 року в селі Берестянка Бородянського району Київська область. Українець.

## Родина
Батько - Данило Якимович, 1910 - 1996 рр. - колгоспник.
Мати - Євдокія Григорівна, 1907 року - колгоспниця, пенсіонерка.
Дружина - Ліда Федорівна, 1941 року  - пенсіонерка.
Син - Сергій, 1967 року - працівник МВС.
Син - Олег, 1964 - 1998 рр. - офіцер ЗС.

## Освіта
учень Мироцького ветеринарного технікуму — 1954 рік.
учень Мироцького сільськогосподарського технікуму — 1954—1957 рр.
Українська сільськогосподарська академія —  1959—1965 рр. - вчений зоотехнік.
Заочна Вища партійна школа при ЦК КПРС — 1973—1976 рр.

## Кар`єра
1957—1960 — ветфельдшер колгоспу «Нове Село» Бородянського району Київської області.
1960— 1963 — інструктор, 1-й секретар Бородянського районного комітету комсомолу Київської області.
Член КПРС з 1961 по 1991 рік.
1963— 1965 — заступник секретаря комітету комсомолу Макарівського виробничого колгоспно-радгоспного управління Київської області; інспектор-парторганізатор партійного комітету Макарівського виробничого колгоспно-радгоспного управління.
1965— 1966 — інструктор Макарівського районного комітету КПУ Київської області; звільнений секретар партійної організації колгоспу «Родина» Макарівського району.
1966—1971 — голова колгоспу «Росія» Макарівського району.
1971—1972 — секретар Макарівського районного комітету КПУ Київської області.
1972—1973 — голова виконавчого комітету Макарівської районної ради депутатів трудящих.
1973— 1980 —  1-й секретар Поліського районного комітету КПУ Київської області.
1980— 1982 — 1-й секретар Баришівського районного комітету КПУ Київської області.
1982— 1985 — начальник управління сільського господарства виконавчого комітету Київської обласної ради.
У грудні 1985 — квітні 1990 року — 1-й заступник голови виконавчого комітету Київської обласної ради народних депутатів — голова обласного агропромислового комітету (АПК).
3 квітня — 25 вересня 1990 року — голова виконавчого комітету Київської обласної ради народних депутатів.
25 вересня 1990 — березень 1992 року — голова Київської обласної ради і голова виконавчого комітету Київської обласної ради народних депутатів.
Член РК, ОК, ЦК КПУ, депутат районних та обласної рад.
Висунутий кандидатом у народні депутати трудовим колективом КСП «Вільноукраїнський» Білоцерківського району.
06.12.1992 року - народний депутат Української РСР (2-й тур — 64.7 %, 3 претенденти).
Член комісії з питань діяльності рад народних депутатів, розвитку місцевого самоврядування. Входив до групи «Аграрники».
Державний службовець 1-го ранґу квітень 1994 року.
19 липня 1995 року - 21 вересня 1996 року - голова Київської обласної державної адміністрації.
25 вересня 1990 року -  березень 1992 року, червень 1992 року - квітень 1998 року - голова Київської обласної ради.
Народний депутат України 3-го скликання з березня 1998 року до квітня 2002 року від СПУ-СелПУ, № 31 в списку. На час виборів - голова Київської облради. 
Член фракції Соціалістичної партії і СелПУ («Лівий центр») з травня 1998 року, пізніше  фракція СПУ). 
Член Комітету з питань екологічної політики, природокористування та ліквідації наслідків Чорнобильської катастрофи з липня 1998 року.
Захоплення -  шахи, більярд.

## Нагороди
Нагороджений двома орденами Трудового Червоного Прапора (1975 - 1986), орденами «Знак Пошани»(1966), Жовтневої Революції(1973), Почесною відзнакою Президента України (04.1996).

## Особисте життя
Одружений, має двох дітей.